# 邓肯·阿姆斯特朗
邓肯·阿姆斯特朗（英語：Duncan Armstrong，1968年4月7日—），澳大利亚男子游泳运动员。他曾代表澳大利亚参加1988年和1992年夏季奥林匹克运动会游泳比赛，其中1988年奥运会获得一枚金牌和一枚银牌。